# Burger King
Pour le Burger King de Mattoon, voir Burger King de Mattoon.
Burger King, parfois abrégé en son sigle BK, appelé Hungry Jack's en Australie, est une chaîne de restauration rapide qui compte plus de 18 800 lieux de ventes dans 100 pays[source insuffisante], dont les deux tiers aux États-Unis et beaucoup au Canada. Ses principaux concurrents sont McDonald's et KFC.
En Australie, les 300 restaurants Burger King portent le nom de Hungry Jack's.
Le siège social de Burger King est situé à 5505 Blue Lagoon Drive, Miami-Dade County, en Floride, près de Miami, le lieu d'origine du restaurant.
Burger King est, depuis 2014, une filiale du groupe Restaurant Brands International basée à Toronto, au Canada.

## Histoire
Le premier restaurant de la chaîne est ouvert à Jacksonville, en Floride, en 1953 sous le nom d'Insta-Burger King par Keith J. Kramer et Matthew Burns,. Les deux hommes avaient précédemment visité le premier établissement McDonald's, lancé par les frères Richard et Maurice McDonald à San Bernardino, en Californie. C'est lors de cette visite que Keith J. Kramer et Matthew Burns ont découvert le succès du système mis en place par les frères McDonald.
James McLamore et David Edgerton, deux étudiants de la School of Hotel Administration de l'Université Cornell, ont ouvert plusieurs franchises d'Insta-Burger King à Miami à partir de 1954. Ils ont créé le Whopper, le hamburger signature de l'enseigne. Lorsque les fondateurs de la chaîne, Keith J. Kramer et Matthew Burns, rencontrent des problèmes financiers, James McLamore et David Edgerton rachètent les droits d'exploitation. Ces derniers renomment l'enseigne Burger King et mènent une politique de multiplication des restaurants franchisés à travers les États-Unis,.
L'expansion internationale commence en 1963 par San Juan, la capitale de Porto Rico.
En 1967, Burger King est achetée par la Pillsbury Company, elle-même rachetée par l'entreprise britannique Grand Metropolitan en 1988.
En 1969, il ouvre son premier restaurant du Canada à Windsor, en Ontario.
En 1989, la franchise acquiert de nombreux points de vente de son rival britannique Wimpy quand sa société mère achète la marque à United Biscuits et l'intègre à Burger King, accentuant encore plus sa présence dans le pays. Alors que des restaurants Wimpy existent encore en 2010 (indépendamment de Burger King), ils n'ont plus la même présence que par le passé (le marché étant maintenant dominé par Burger King et surtout McDonald's).
En 1997, Grand Metropolitan fusionne avec Guinness pour former la compagnie Diageo.
En 2002, Burger King est racheté par les fonds de placements Texas Pacific, Bain Capital LLC et Goldman Sachs Capital qui ont acheté les trois quarts des actions pour 1,5 milliard de dollars américains.
En 2010, Burger King est no 4 de la restauration rapide aux États-Unis, derrière McDonald's, Subway et Wendy's. En septembre de la même année, la chaîne est achetée par le fonds américano-brésilien 3G Capital pour la somme de 4 milliards de dollars.
En décembre 2011, Burger King a ouvert son premier restaurant au Maghreb, dans le centre commercial Morocco Mall de Casablanca au Maroc, il ouvrira ensuite à Fès au Borj Fez-Mall, dans la capitale Rabat au quartier Agdal et au quartier Hay Riyad. Le 6e et dernier restaurant a ouvert ses portes en mai 2014 à la corniche de Casablanca,.

En août 2014, Burger King annonce l'acquisition de Tim Hortons, une chaîne de restauration rapide canadienne, pour 11,5 milliards de dollars, créant une société ayant une capitalisation de 18 milliards de dollars et un chiffre d'affaires de 23 milliards de dollars. Dans le cadre de cette acquisition, Burger King déplace son siège social à Oakville au Canada, au travers d'un procédé appelé inversion. L'ensemble de l'opération se déroule sous les auspices d'un SPAC créé par le fonds Pershing Square Capital et son dirigeant, Bill Ackman. 

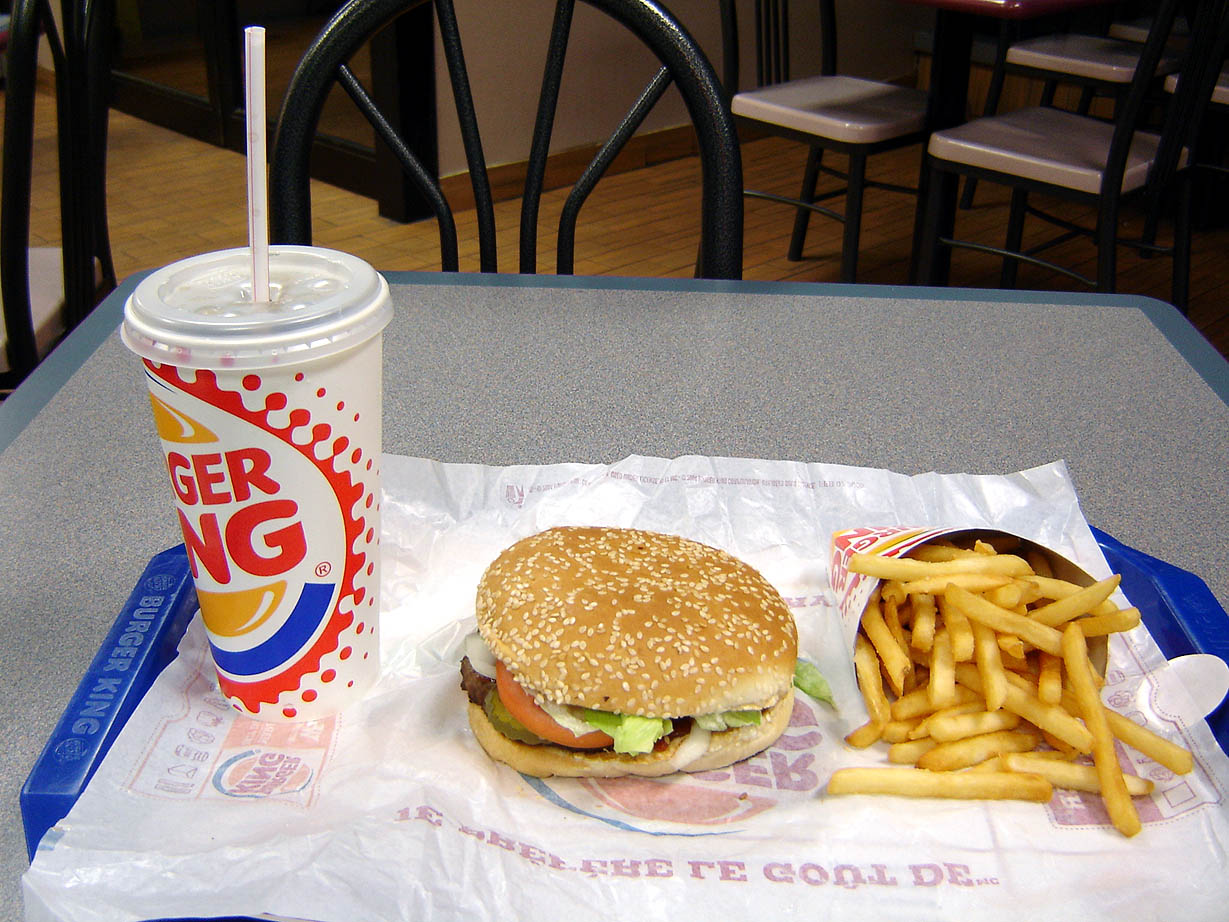
Menu Whopper : hamburger, frites et boisson.
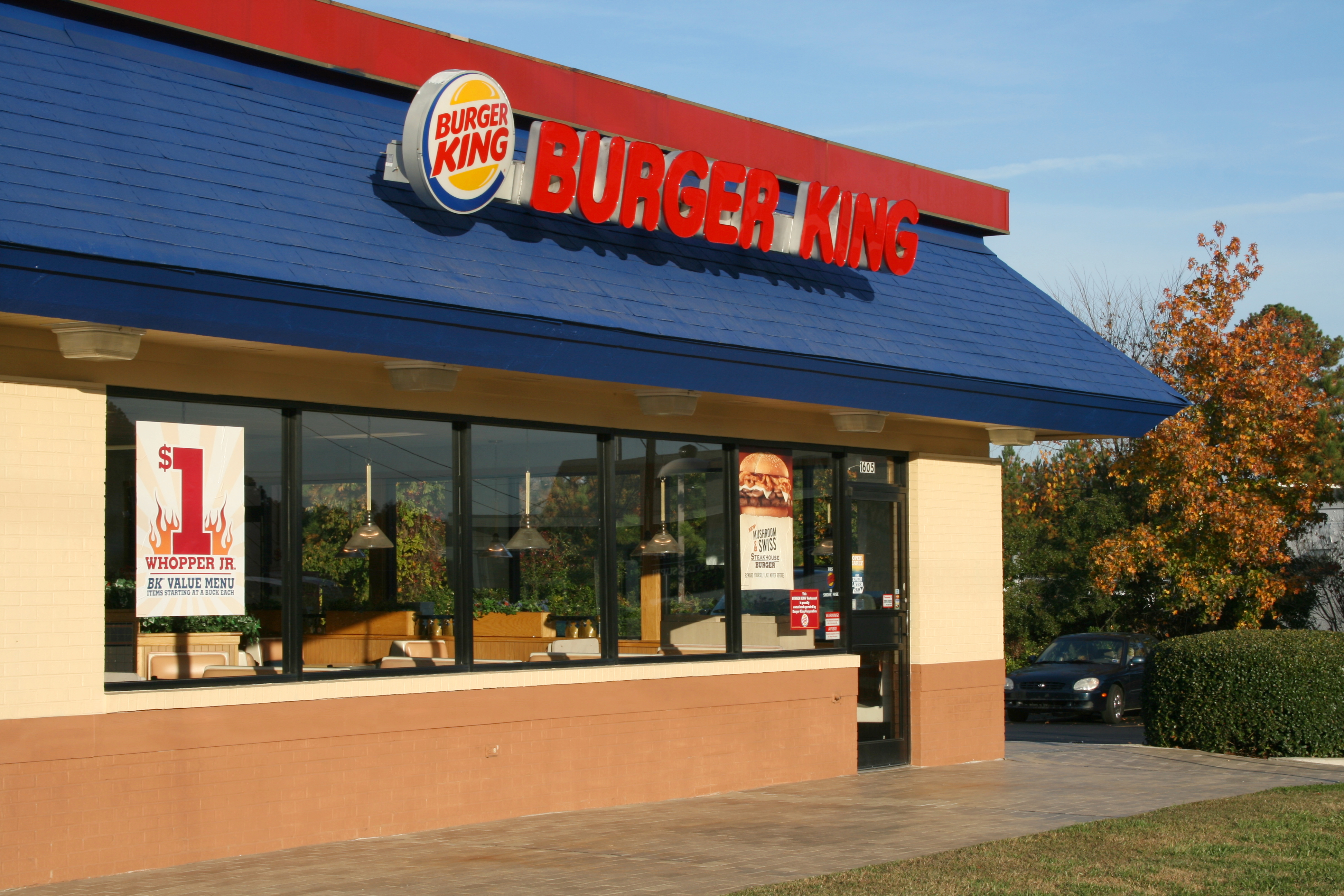
Un restaurant Burger King classique en Caroline du Nord (États-Unis).

## En France

### Dans les années 1980
En 1980, Burger King ouvre son premier restaurant français à Paris, sur l'avenue des Champs-Élysées. C'est également l'année où arrivent Quick et McDonald's dans l'hexagone,[source insuffisante]. En 1995, Burger King ouvre à Charleville-Mézières dans les Ardennes.
En 1997, Burger King quitte la France pour faible rentabilité, en fermant 39 restaurants dont 23 franchisés. Les causes de cet échec seraient que trop peu de restaurants furent ouverts, ne bénéficiant pas d'économie d'échelle, et que Paris fut très privilégié par les ouvertures,.

### Premier retour de la marque
Le 22 décembre 2012, le premier restaurant du retour de l'enseigne en France ouvre ses portes à l'aéroport Marseille Provence. Ce dernier est depuis fermé. Le deuxième restaurant ouvert en France se trouve sur l'aire d'autoroute Reims Champagne Sud en juillet 2013.
Le 26 septembre 2013, le groupe italien Autogrill, premier exploitant de la marque en France avant 2014, annonce l'ouverture d'un établissement à Paris le 16 décembre 2013 dans le centre commercial de la gare Saint-Lazare. 

### Retour et master franchise du Groupe Bertrand
Le 26 novembre 2013, une coentreprise avec le fonds britannique Bridgepoint, nommée « Burger King France », est formée avec le Groupe Bertrand dans le but d'ouvrir entre 350 et 400 restaurants en France à moyen terme, afin de viser 20 % du marché du hamburger,. Le groupe français possède 77 % de la master franchise (en) pour la France et la Belgique. Le 19 mars 2014 le groupe Bertrand annonce l'ouverture de 25 restaurants en France pour l'année 2014.
Un des plus grands restaurants de la marque en France a ouvert ses portes le 18 octobre 2014 à Paris dans le quartier Alésia sur plus de 1 000 m2.
Le Groupe Bertrand ouvre 21 restaurants en France en 2014 et réalise un chiffre d'affaires de plus de 100 millions d'euros pour cette même année.
Le 15 avril 2014, après l'échec de 1997, le premier restaurant Burger King France de Martinique ouvre ses portes dans l'aéroport Aimé Césaire de Fort-de-France,. Cet événement marquera officiellement le retour de l'enseigne dans les Antilles Françaises. Une dizaine de mois après, c'est Dillon qui a droit à son restaurant, rue Kerlys.
En novembre 2024, Burger King lance avec KFC, les « BFF Burgers ». Burger King commercialise en France métropolitaine la version viande grillé à la flamme (Ainsi qu’un version viande veggie) pendant trois semaines. Cette année là, la France reste le premier marché de Burger dans le monde.

### Rachat de Quick par le Groupe Bertrand

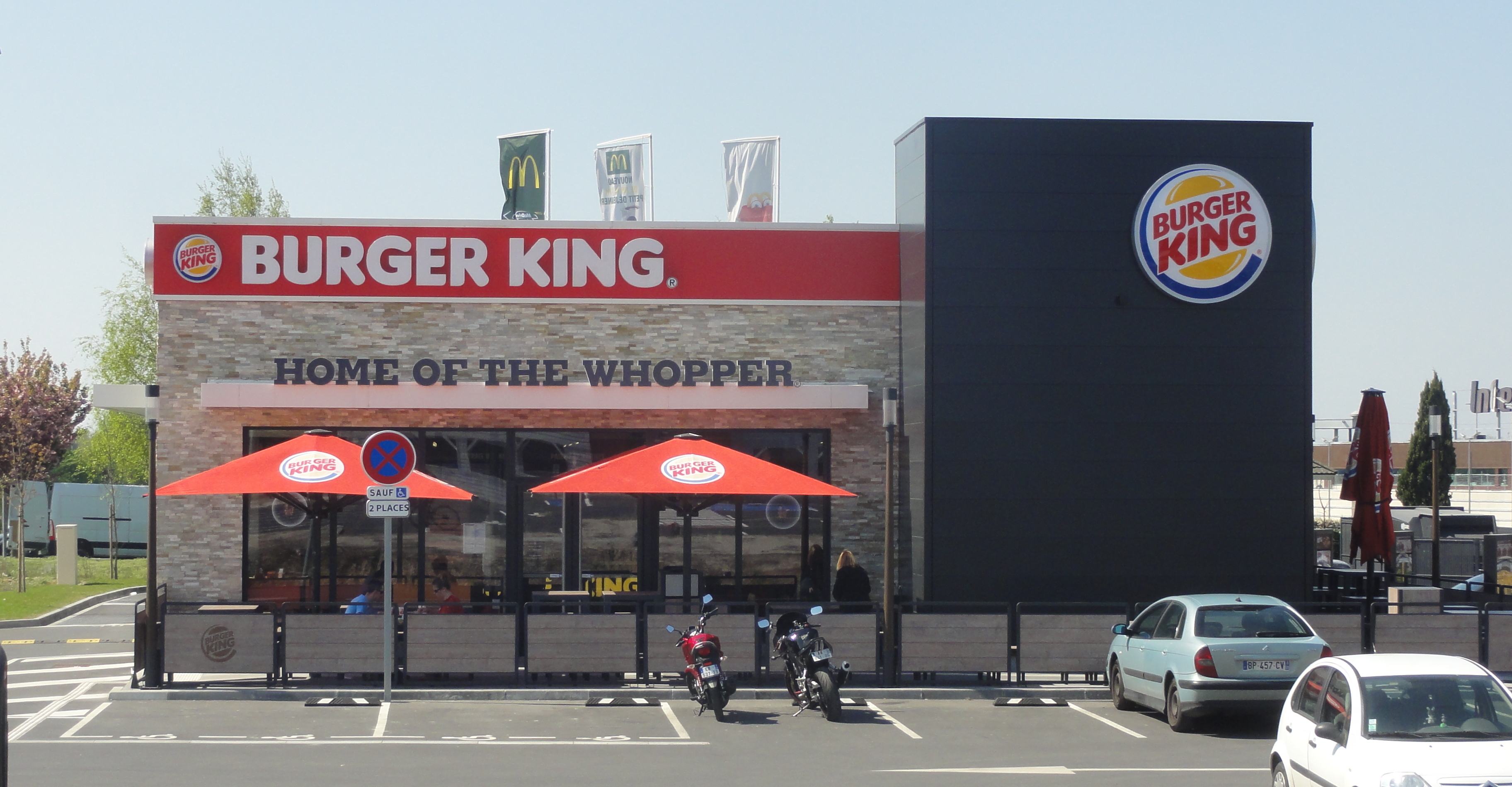
Un restaurant Burger King à Somain (France).

Le 11 novembre 2015, le Groupe Bertrand annonce officiellement que Burger King France rachète Quick. Tous les restaurants Quick de France deviendront progressivement des Burger King, mais son enseigne serait conservée au Luxembourg, en Belgique et hors Europe. Burger King France devrait alors acquérir 419 nouveaux restaurants en France. En 2019, ils abandonnent cette initiative et en 2021, le groupe cède Quick à HIG Capital.
En France, la société exploitante est Burger King Restauration, filiale de Burger King France, elle-même filiale du Groupe Bertrand. Elle est dirigée par Jérome Tafani depuis juin 2016. Elle exploite en direct, plus de 61 établissements.

## En Belgique et au Luxembourg

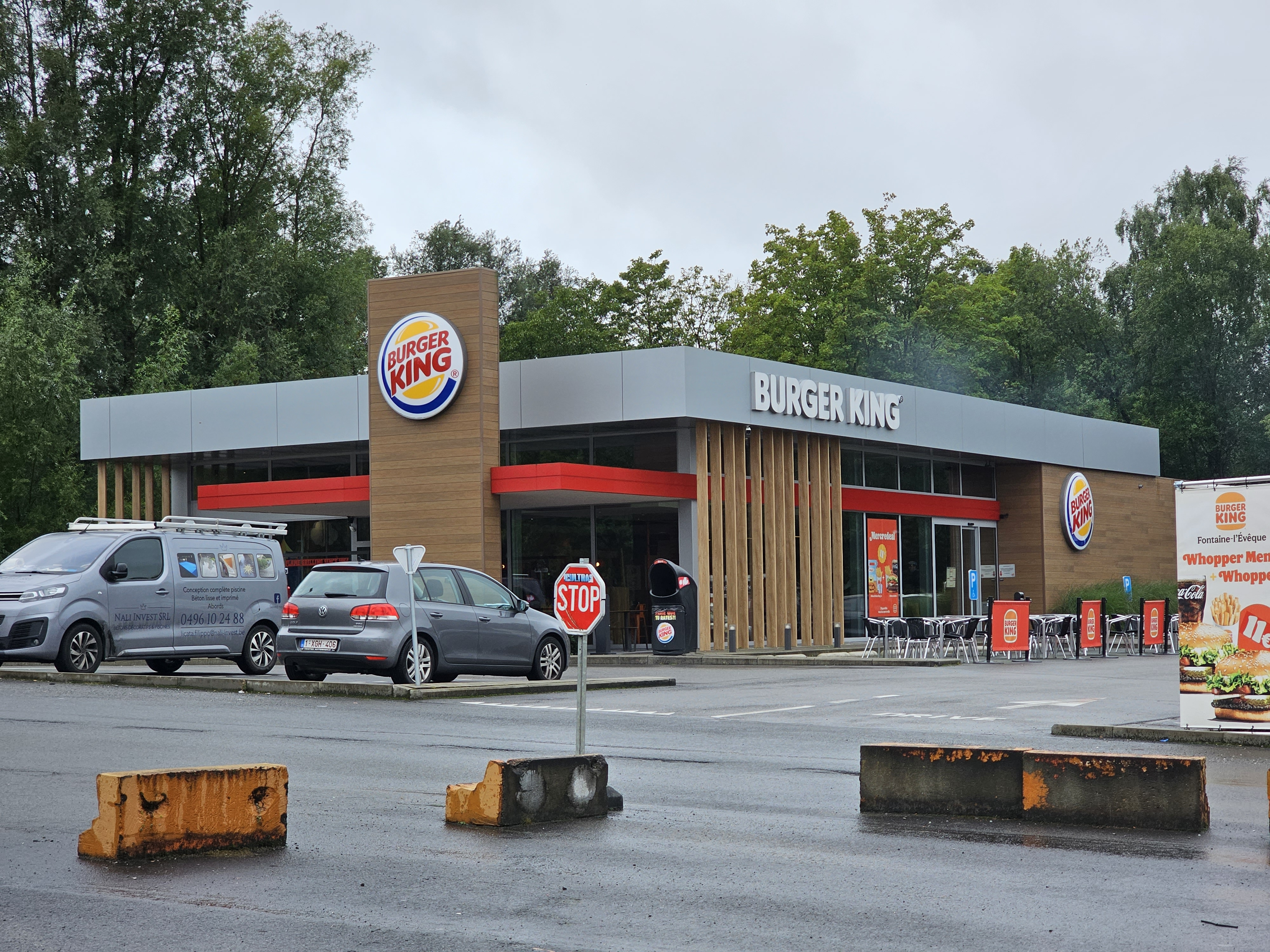
Un Burger King à Fontaine-l'Évêque (Belgique).

En 2016, la société QSRP annonce le rachat de Quick Belgique-Luxembourg auprès du groupe Bertrand et informe de son ambition à transformer progressivement ses 101 restaurants (92 en Belgique, 9 au Luxembourg) sous l'enseigne Burger King.
En décembre 2017, Burger King compte 6 restaurants en Belgique : un à Anvers, un à Charleroi, un à Namur, un à Auderghem en région bruxelloise, un à Bruges et un à Liège.
En 2018, Burger King compte 6 restaurants au grand-duché de Luxembourg.
En 2019, Burger King ouvre ses portes à Verviers.
En 2021 , durant la Pandémie de Covid-19 , un Burger King ouvre ses portes à Tournai.

## En Russie
En août 2017, Burger King lance en Russie un programme de fidélisation de ses clients avec une monnaie virtuelle, le WhopperCoin, s'appuyant sur la technologie blockchain. En 2018, une publicité sexiste de la marque est au cœur d'une polémique. L'entreprise est par la suite contrainte de présenter ses excuses.
À la suite de l'invasion de l'Ukraine par la Russie en 2022, Burger King a tenté de fermer tous les restaurants de la marque implantés en Russie sans y parvenir.

## En Afrique
Le premier Burger King d'Afrique subsaharienne a ouvert le 9 mai 2013 au Cap, en Afrique du Sud.
En 2015, Burger King ouvre deux restaurants à Abidjan en Côte d'Ivoire via la franchise Servair filiale d'Air France, dans le centre commercial PlaYce Marcory et un autre à l'aéroport Félix Houphouët-Boigny d'Abidjan. Il s'agit de la première implantation de Burger King en Afrique tropicale.

### En Afrique du Sud
Burger King a ouvert son premier restaurant en Afrique du Sud au 1er semestre 2013, en partenariat avec le groupe sud-africain Grand Parade Investments, qui va créer une coentreprise avec elle.
La joint-venture Burger King South Africa (BKSA), dont Grand Parade est l'actionnaire majoritaire, aura « les droits exclusifs de développer la marque Burger King dans le pays ».
Le premier restaurant a ouvert au Cap, a indiqué à l'AFP Alisha Sadler-Almeida, porte-parole de Grand Parade, un fonds d'investissement spécialisé dans les loisirs.
Il y aura un nombre substantiel de restaurants en Afrique du Sud.

### En Côte d'Ivoire
À l’occasion de l'ouverture du centre commercial PlaYce Marcory de CFAO, Servair Abidjan annonce officiellement à travers un communiqué transmis, l’ouverture d’un restaurant Burger King en Côte d’Ivoire le 15 décembre 2015.
Avec cette implantation à Abidjan, la filiale ivoirienne du leader français et 3e acteur mondial de la restauration et des métiers de la logistique du transport aérien assure donc une première en Afrique de l’Ouest.

### En Éthiopie
Burger King a décidé de s’implanter en Afrique de l'Est, dans l'un des pays du désert subsaharien, l’Éthiopie. Cette succursale de la chaîne de restauration rapide a ouvert le 22 décembre 2016 à Addis-Abbeba[réf. nécessaire].

### Au Maroc
La chaîne est aussi présente au Maroc et compte en 2017 plusieurs restaurants dans sept villes du pays : six à Casablanca, trois à Marrakech, sept à Rabat et  quatre à Tanger, et un à Meknès, Fès, El Jadida et Beni Mellal,   . La chaîne se développe également sur le réseau autoroutier marocain via un partenariat avec le groupe Vivo Energy, titulaire de la licence Shell dans le Royaume.[réf. nécessaire]

### En Tunisie
Le 5 septembre 2019, le ministère du Commerce signe l’autorisation d'ouvrir cinq restaurants Burger King en Tunisie par Omar Jenayah, ces cinq premiers établissements seront gérés par la société tunisienne Tunisia Fast Food Company (TFFC),. Le 17 décembre 2019, un arrêté est signé. Le premier restaurant ouvrit le 25 juillet 2020 au Mall of Sousse.

## Identité visuelle

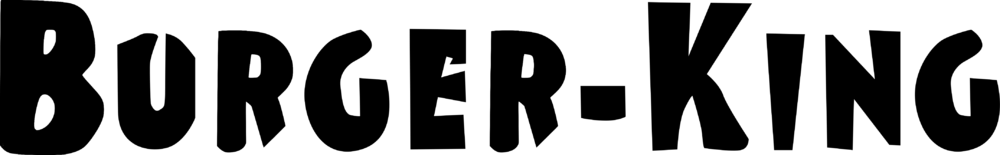
Logo de Burger King de 1954 à 1957
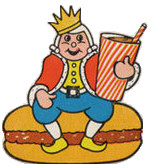
Logo de Burger King de 1955 à 1968
Logo de Burger King de 1969 à 1994
Logo de Burger King de 1994 à 1999
Logo de Burger King de 1999 à 2020 (jusqu'en 2024 en France.)
Logo de Burger King depuis 2020, utilisé en France depuis 2024[45]

### Mascotte
La mascotte du Burger King s'appelle The King. Elle est représentée comme un roi barbu vêtu d'habits royaux, avec une couronne. Elle apparaît surtout dans les publicités télévisées aux États-Unis.
Depuis 2003, elle est jouée par un acteur costumé portant un masque de plastique avec une expression joyeuse figée. Cela l'a rendue célèbre dans la culture populaire américaine, car beaucoup de spectateurs trouvaient son apparence grotesque et effrayante (l'ancienne version du Burger King était un homme sans masque et avec une vraie barbe).

## Controverses
Plusieurs ONG environnementales dénoncent en 2017, l'implication de Burger King dans la déforestation en Amérique du Sud, implication liée à un manque d'exigence de la société envers ses fournisseurs. Selon l'ONG américaine Mighty Earth, Burger King vendrait dans ses restaurants de la viande provenant d'animaux alimentés avec du soja produit en Amazonie, et dont la monoculture intensive est à l'origine de la destruction de la forêt amazonienne.
L'association L214 manifeste en octobre 2021 devant le siège français de Burger King afin d'encourager la chaîne à se détourner de certaines pratiques d’élevage et d’abattage. Les poulets destinés aux plats de la marque sont élevés à vingt-deux par mètre carré ; lorsque arrive leur abattage, ils sont suspendus par les pattes et leurs organes écrasent leurs poumons.